# Таллула (фільм)
«Таллула» (англ. Tallulah) — американський трагікомедійний фільм, знятий Сіан Гедер. Світова прем'єра стрічки відбулась 23 січня 2016 року на кінофестивалі «Санденс». Фільм розповідає про Таллулу, дівчину, яка краде дитину в безвідповідальної матері.

## У ролях
- Еллен Пейдж — Таллула
- Еллісон Дженні — Марго
- Еван Йонікіт — Ніко
- Теммі Бланчард — Керолін
- Девід Заяс — детектив Річардс
- Закарі Квінто — Андреас
- Узо Адуба — Кінні
- Фредрік Лене — Рассел Форд

## Виробництво
Зйомки фільму почались у червні 2015 року в Нью-Йорку.

## Визнання
| Нагороди та номінації фільму «Таллула» | Нагороди та номінації фільму «Таллула» | Нагороди та номінації фільму «Таллула» | Нагороди та номінації фільму «Таллула» | Нагороди та номінації фільму «Таллула» | Нагороди та номінації фільму «Таллула» |
| Рік                                    | Кінопремія / Кінофестиваль             | Категорія / Нагорода                   | Номінант                               | Результат                              |                                        |
| -------------------------------------- | -------------------------------------- | -------------------------------------- | -------------------------------------- | -------------------------------------- | -------------------------------------- |
| 2016                                   | Санденський кінофестиваль              | Гран-прі (Драма, США)                  | «Таллула»                              | Номінація                              |                                        |